# Antepipona hamoni
Antepipona hamoni är en stekelart som beskrevs av Giordani Soika 1987. Antepipona hamoni ingår i släktet Antepipona och familjen Eumenidae. Inga underarter finns listade i Catalogue of Life.